# 陈楚材 (浙江)
陈楚材（1883年10月—1971年1月），谱名登亨，又名正亨，浙江玉环楚门人，中华人民共和国企业家、政治人物。

## 生平
陈楚材少时聪颖，但因家贫辍学。被源和酒坊账房赏识结为忘年交，得其资助，租小船在乐清湾营生。之后，他开始租大船，经营玉环至宁波的航运，独资建造“金益发号”大帆船。1920年代，随着生意日渐好转，他开始购置大帆船多艘，航线北至山东，南至福建。1921年，陈楚材、韩约渔领头倡议建轮船公司，开辟上海航线，以13万元购得469吨的“瑞平号”（承担平阳、瑞安至上海一线客运），往返均在楚门花岩浦停靠。不久，南线拓展至福建沙埕，营运十分兴旺。1925年，他与韩约渔等合资购“利泰号”小汽轮一艘，航行坎门至楚门、江厦、温州等地，兼营客货业务。
1926年，他再置一艘326吨的海轮，名为“新瑞平”。1929年，他联合温州瑞安曹筱卿等创办沪兴轮船公司，先后购进“金同益”、“金三益”、“金永益”帆船，航线拓展至福建，在福州和温州等地设立分公司。
1937年抗日战争爆发后，日军封锁中国东南沿海，陈楚材将“瑞平”、“新瑞平”客货轮入了葡萄牙籍，分别改名为“美达”、“美发”，公司也改名为美利公司。然而“美发”轮停泊在南京江面被日机炸沉，“美达”轮在吴淞口被美军布置的鱼雷炸沉。剩下船只或遭遇触礁或遭遇飓风袭击。抗日战争结束后，1947年，陈楚材卖掉“金益发”大帆船，结束了航运生意。1971年1月病故。

## 遗产
陈楚材早年因家贫失学，深感读书价值。1939年3月，他与陈愚亭、韩约渔等捐资兴办玉环县私立东方小学，其经费来自瑞平轮盈利拨付，董事会由陈愚亭、陈楚材、耿舜钦、韩约渔、童听情、谢毓珊、徐恵楠组成，推举陈愚亭为董事长。陈楚才还自发捐助二千元银元，并购置《鲁迅全集》20册等书籍充实校图书室。学校聘请林任望为校长，后成为当地中共著名活动起源地。1944年，他独资在楚门陈家祠堂创办海东小学，用100亩良田生息维持办学，供贫困子弟入学；此校是楚门工商小学和楚门中学的前身。